# Isla de Toas
Isla de Toas est l'une des deux paroisses civiles de la municipalité d'Almirante Padilla dans l'État de Zulia au Venezuela. Sa capitale est El Toro, chef-lieu de la municipalité. Elle englobe et occupe l'île de Toas dont elle tire son nom en espagnol, isla de Toas.

## Géographie

### Démographie
Compte tenu de l’exiguïté de l'île de Toas (es) dont la paroisse civile occupe l'intégralité du territoire, celle-ci ne comporte aucune autre localité que sa capitale El Toro.